# Planaeschna risi
Planaeschna risi är en trollsländeart. Planaeschna risi ingår i släktet Planaeschna och familjen mosaiktrollsländor. IUCN kategoriserar arten globalt som livskraftig.

## Underarter
Arten delas in i följande underarter:
- P. r. risi
- P. r. sakishimana